# Claremont (Dakota del Sur)
Claremont es un pueblo ubicado en el condado de Brown en el estado estadounidense de Dakota del Sur. En el Censo de 2010 tenía una población de 127 habitantes y una densidad poblacional de 191,54 personas por km².

## Geografía
Claremont se encuentra ubicado en las coordenadas 45°40′17″N 98°0′56″O / 45.67139, -98.01556. Según la Oficina del Censo de los Estados Unidos, Claremont tiene una superficie total de 0.66 km², de la cual 0.65 km² corresponden a tierra firme y (1.95%) 0.01 km² es agua.

## Demografía
Según el censo de 2010, había 127 personas residiendo en Claremont. La densidad de población era de 191,54 hab./km². De los 127 habitantes, Claremont estaba compuesto por el 99.21% blancos, el 0% eran afroamericanos, el 0% eran amerindios, el 0% eran asiáticos, el 0% eran isleños del Pacífico, el 0% eran de otras razas y el 0.79% pertenecían a dos o más razas. Del total de la población el 0% eran hispanos o latinos de cualquier raza.